# Прајд ФЦ
Прајд ФЦ (енгл. PRIDE FC, PRIDE Fighting Championships) је организација борби мешовитих борилачких вештина. Седиште организације је у Јапану. 
Прве борбе у Прајд ФЦ почеле су 1997. године у Токију, Јапану. То прво такмичење привукло је око 47.000 гледаоца у саму арену. Фаворити су били врховни борци Нобхико Такада и Риксон Грасије, задњи борац бразилског џијуџицуа. Власник организације била је Kakutougi Revolution Spirits, данас звана Dream Stage Entertainment. Такмичења су привукле толику пажњу медија, да је омогућило даљу промоцију и наставак рада организације.
Први Прајд гран при (PRIDE Grand Prix) је одржан 2000. године и ту су се борци борили за светско првенство у турниру без тежинских категорија. Турнир је започео са 16 борби у првој рунди, у другој рунди су се онда срели победници, те се даље борило до победника турнира. 
Године 2002. дошло је до удружења Прајд ФЦ са К-1 (организацијом кик бокса) и организован је највећи борилачки турнир под називом Shockwave/Dynamite.
Прва Прајд-турнир изван Јапана одржан је 2006. године у Лас Вегас у САД.
За разлику од других сличних турнира, као нпр. борбе у кавезу у УФЦ (UFC) из САД, у Прајду се воде борбе у обичном бокс рингу. Борбе трају обично 3 рунде, прва 10 минута, следеће две по 5 минута. Тежинске категорије не постоје, сваки борац може да се такмичи са било којим другим борцем. Нису дозвољени ударци главом, ударци у гениталије, у очи, грло, леђа и позадину главе. 
Највеће звезде Прајд-турнира су Фјодор Јемељаненко, Мирко Филиповић, Антонио Родриго Ногеира и Вандерлeј Силва.